# Francisco de Montejo, el mozo

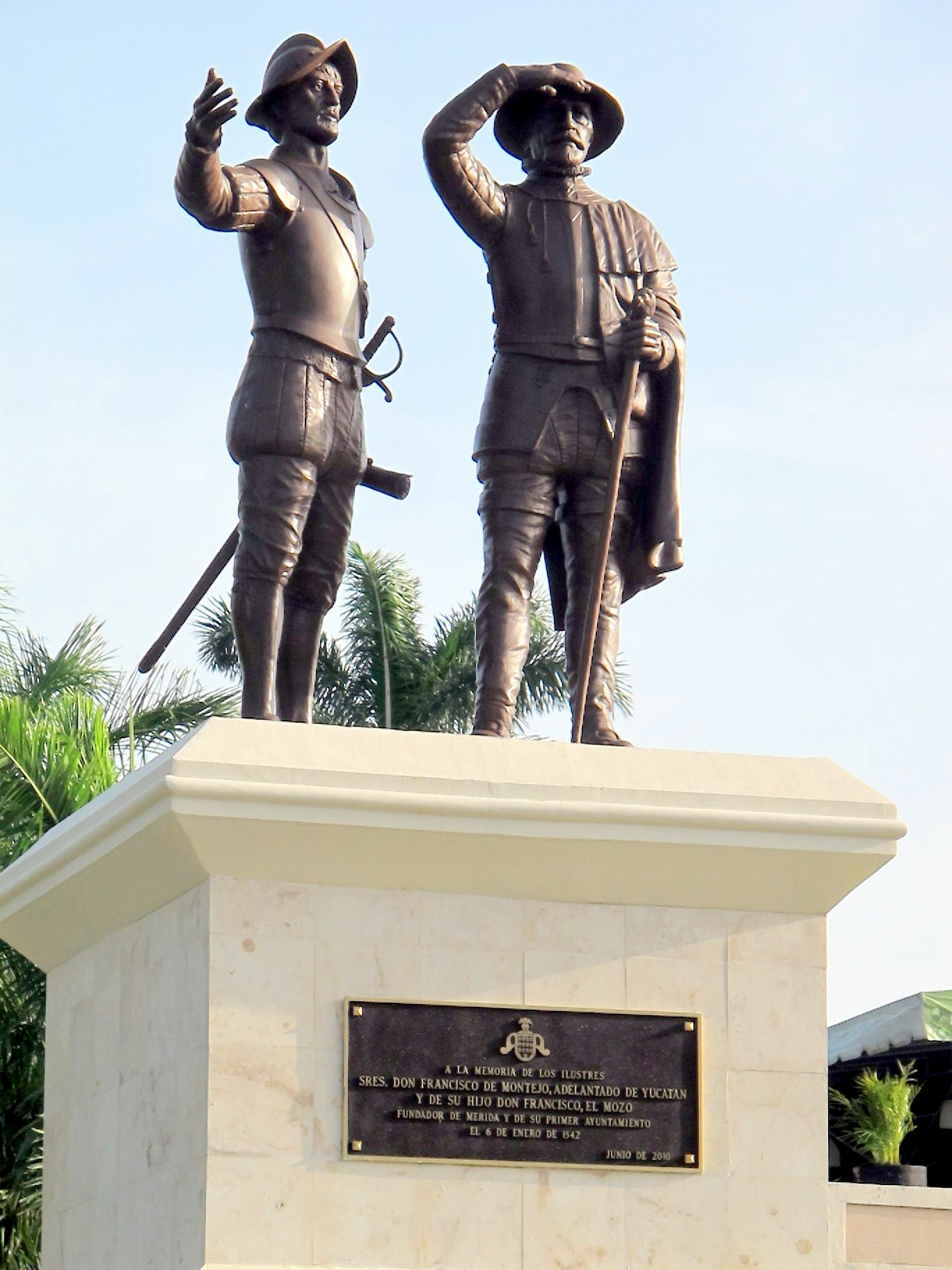
Monument

Francisco de Montejo y León (Sevilla, 1508 - Mérida, 8 februari 1565) was een Spaans conquistador die Yucatán veroverde. In Yucatán staat hij beter bekend als el mozo, om hem te onderscheiden van zijn vader Francisco de Montejo, el adelantado.
Montejo kreeg in 1540 het commando van zijn vader om Yucatán te veroveren, hetgeen deze in 1527-1528 en 1531-1535 tevergeefs had geprobeerd. Hij stichtte aan de westkust de stad San Francisco de Campeche en trok het binnenland in. Montejo wist de onderlinge rivaliteit tussen de verschillende Mayasteden handig uit te buiten. Hij sloot een verbond met de dynastie van T-Ho' tegen hun rivalen in Maní, waarin hij twee jaar later als sterkste uit de bus kwam. T-Ho' werd vervolgens hernoemd tot Mérida en werd de hoofdstad van Yucatán. Zijn vader werd gouverneur van Yucatán terwijl hijzelf met zijn neef Francisco de Montejo, el sobrino doortrok naar het oosten van Yucatán, dat zij in 1546 onderwierpen.
Montejo overleed in 1565. De Paseo de Montejo, de belangrijkste boulevard in Mérida, is naar hem vernoemd.